# Национални парк Сапо
Национални парк Сапо је национални парк у Либерији, стациониран у Синое округу. Представља највеће заштићено подручје области прашуме у целом свету. Једини је национални парк на коме се налазе тропске кишне шуме у западној Африци, укључујући Национални парк Таи у суседној Обали Слоноваче. Бављене пољопривредом, зидање, риболов, лов и насељавање забрањени су на овом подручју.
Парк је стациониран у екосистему виших гвинејским шума и у пределу западних гвинејских шума, према шеми квалификације за заштиту животне средине.

## Историја

### Стварање и рана историја
Године 1976. успостављена је Управа за развој шумарства у Либерији, која управља и чува шумске ресурсе земље. Годину дана касније, 1977. године формирано је Одељење за дивље животиње и националне паркове под вођством Александра Пеја, који је био на челу до 1990. године. До 1982. године у Либерији је предложено седам заштићених подручја, укључујући три национална парка. Од свих, 1983. године, Национални парк Сапо, назван по локалном Сапо (или Сао) племену формално је створен од стране Народног одбора за спас природе. Од оснивања и наредних двадесет година покривао је површину од 1,308 km² источно до реке Синое и јужно од планина Путу.

Првобитне границе Парка постављене су и њен план управљања израдило је Одељење за дивље животиње и националне паркове, у сарадњи са Светском фондацијом за природу, Међународном унијом за заштиту природе и Мировним корпусом.
Током историје парк је био често угрожен због илегалне сече, лова, пољопривреде и рударства. Међутим, почетком деведесетих година 20. века, Светски центар за очување природе извештавао је да пројекти руралног развоја око парка и генерално прихватање његовог постојања помажу у смањењу потенцијалних сукоба. До деведесетих година, лов је био ограничен због различитих иницијатива, које је финансирала Агенција Сједињених Америчких Држава за међународни развој, па су се локални мештани заинтересовани за очување парка.

### Грађански рат у Либерији
Током Првог либеријског грађанског рата Сапо парк је пао у руке побуњеничких снага, а велики део инфраструктуре и опреме парка је оштећен или уништен, укључујући рехабилитационе објекте и објекат за животиње сирочиће, изграђен 1989. године и подржан од стране организације Пријатељи животиња. Од 33 радника парка, најмање тројица су погинула, а седам њих постали избеглице. Број незаконитих извлачења ресурса из унутрашњости парка током периода контроле побуњеника је споран. Џон Терборх, професор науке животне средине и биологије на Универзитету Дјук, пише да је велики део ресурса националног парка искоришћен. Ипак, постоје извештаји да је сечење било ограничени, а пољопривреда и лов минимални. Вилијам Павер, службеник за пружање помоћи у Либерији од 1999. до 2001. године, истакао је да је парк био дом за мале групе људи који су ловили говеда како би преживели. Илегална сеча и лов били су чешћи након завршетка рата, 1996. године.
Године 2002. наводи се да је председник Чарлс Тејлор продао делове парка за сечу, вредне неколико милиона америчких долара људима из дрвне индустрије у Хонг Конгу. Либеријски министар за информисање Региналд Гудриџ демантовао је ове наводе, наглашавајући да се у току двонедељне посете националном географском друштву у парку нису нашли никакви докази.

### Послератно стање
Светски фонд за заштиту дивљине, флоре и фауне радио је са либеријскм органима за развој шумарства и Друштвом за заштиту природе Либерије, како би покренули иницијативу за поновно управљање парком. Углавном финансиран од стране Одељења за животну средину, храну и руралне послове Уједињеног Краљевства и Светског фонда за дивље животиње од 2000. до 2002. године, циљеви организације били су поновно успостављање управљања парком, сарадња са локалним становништвом и изградња објеката у парку за његове потребе. Ову иницијативу подржала је и Витлеј фондација, која је донирала новац за започињање програма праћења великих сисара у парку.
Постигнут је веома спор напредак у успостављању заштићених подручја у Либерији. Ипак, Национални парк Сапо, уједно и први национални парк Либерије добио је одобрење о проширењу, 10. октобра 2003. године, па је његова површина након проширења била 1,804 km².
Мир који је уследио након завршетка Другог Либеријског грађанског рата изазвао је нове претње парку. Групе бораца и цивила преселиле су се у парк током последњих месеци сукоба. Неки су се овде настанили бежећи од рата, а други да би се бавили пољопривредом или тражили злато. Прилив људи у парк наставио се након завршетка рата. Велики број ловаца били су бивши борци који су убијали животиње парка и продавали их као храну избеглицама.
До марта 2005. године, према подацима Мисије Уједињених нација у Либерији, у парку је живело око 5.000 људи. Иако су либеријска Влада и мировне снаге Уједињених нација уложиле велике напоре да раселе све људе из парка, у њему је и 2005. године у септембру и даље било људи. Улазак у парк је забрањен без одобрења Управе за развој шумарства.

## Географија и клима
Смештен у округу Синое у југозападној Либерији, Национални парк Сапо покрива површину од 1,804 km². Границе парка чине планине Путу на северу, док западну границу чини река Синое. Потпуно хомогено, равно и влажно земљите у парку покрива велика површина нетакнутих шума. Југоисточна подручја налазе се на нижим надморским висинама до 100 m, док се северни предели налазе на око 400 м висине. Између гребена у вишим пределима постоји велики број потока и река, а највећа у парку је река Синое. Планински венац Путу висине је 640 метара и највиша је тачка парка.
У парку преовлађује тропска клима са температурама између 22-28 °C. Просечна релативна влажност шуме је 91%. Годишње падавине на Басинтовну, 4 km јужно од седишта парка, у просеку су износиле 2596 мм, према податица из осамдесетих година 20. века.
Сушна сезона у парку траје од новембра до априла, а кишна од маја до октобра. Јануар и децембар су месеци са најмање падавина, а мај и август са највише. Током сушне сезоне многи мањи потоци пресуше, а на рекама опадне водостај. У кишној сезони ниво река може се повећати и до 4 метра током ноћи, када преплави шуме у њиховој близини.

## Флора
Либерија има највећи преостали део шумског екоститема виших гвинејских шума, 42%. Остатак њих налазе се у Обали Слоноваче (28%), Гани (16%), Гвинеји (8%), Сијери Леоне (5%) и Тогоу (1%). Шуме националног парка Сапо једне су од последњих трошских ниских шума на свету. На овом подручју налазе се највеће тропске кишне шуме у западној Африци, после подручја националног парка Таи у Обали Слоноваче.
На простору парка налази се највише цветних врста него било где у Либерији, са бројним ендемским врстама.
Истраживање парка из 1983. године утврдило је да се састоји од 63% примарне и зреле секундарне шуме, 13% мочвара, 13% сезонско преплављених шума и 11% младих секундарних шума.
Шума је богата, са дрвећем која може расти висине до 70 м. Висина шумске надстрешнице се креће од 12-32 м, са просечном висином од 25 м. Биљне врсте пронађене у парку укључују махунарке, Brachystegia и врсту Gilbertiodendron splendidum.

## Фауна
Национални парл Сапо је регионални центар ендемских врста, на његовом простору налази се 125 врста сисара и 590 врста птица, укључујући афричку златну мачку, дрила, Malimbus ballmanni, либеријанског мунгоса, Agelastes meleagrides, Picathartes gymnocephalus и многе друге.
Парк је такође дом за врсте као што су Civettictis civetta, Haliaeetus vocifer, Psittacus erithacus, Hylochoerus meinertzhagen, Corythaeola cristata, белогрла видра, водени јеленчић, три врсте љускавца, седам врста мајмуна, крокодиле, леопарде, роде, Bucerotidae, водомаре, модровране и сунчане птице.

Пре формалног оснивања националног парка Сапо 1983. године није било систематског истраживања популације шимпанзе у Либерији". Од тада су различита истраживања потврдила постојање заједничке шимпанзе Pan troglodytes првенствено у центру парка и западним подручјима, са процјенама популације у распону од 500. до 1.640 примерака.
На простору парка пописано је седам врста дујкера, а неке од њих су џентинков дујкер, зебрасти дујкер, црнолеђи дујкер и максвелов дујкер.
У оквиру парка налази се значајна популација патуљастог нилског коња који је угрожена врста и заштићен законом у Либерији. У фебруару 2008. године, аутоматске камере сензора за топлоту и кретање, постављене у националном парку Сапо, направиле су прве фотографије патуљастог нилског коња у Либерији. Фотографије су потврдиле континуирано присуство врсте унутар граница парка; раније, научници нису знали да ли је популација преживела грађанске ратове и каснији лов.
У парку је пописан и афрички слон, угрожена врста, а процењује се да их је осамдесетих година 20. века било чак 500, а данас их има доста мање.